# IC 4693
IC 4693 — галактика типу *3 (потрійна зірка) у сузір'ї Геркулес.
Цей об'єкт міститься в оригінальній редакції індексного каталогу.